# Нічний ковпак

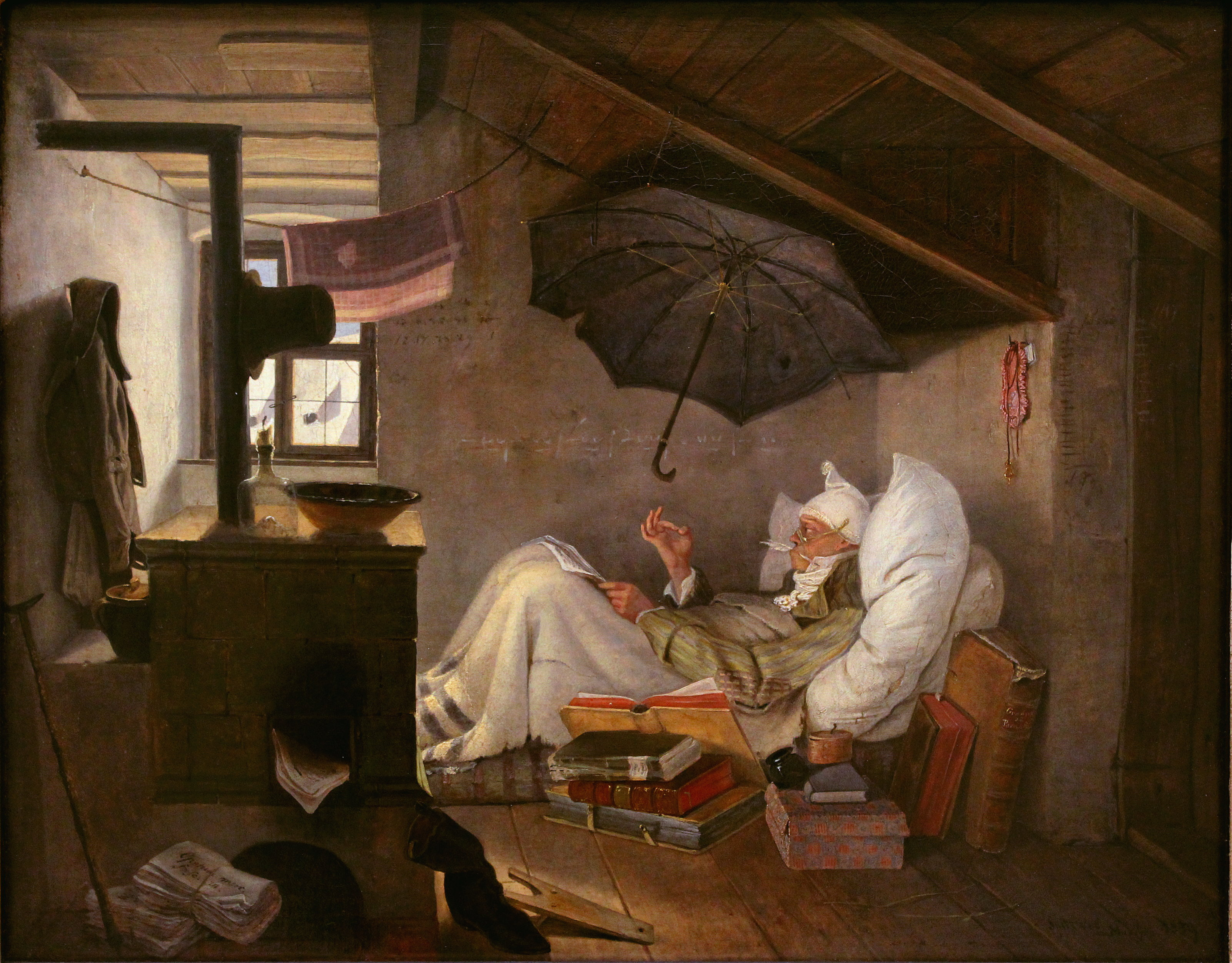
Карл Шпіцвеґ. Бідний поет

Нічни́й ковпа́к — головний убір для сну, зшитий зазвичай з теплої тканини.
Нічні ковпаки носили в основному літні чоловіки з гігієнічних причин — щоб не завелися воші, а також для збереження тепла, оскільки в будинках в той час було відсутнє належне опалення. Мав поширення в першу чергу в країнах Північної Європи до початку XX століття.
Жінки надягали в ліжко нічні чепчики у вигляді шматків тканини, які оберталися навколо голови, або вовняні шапки. У чоловічих ковпаків часто була подоба шарфа, яка дозволяла зігрівати в теплі шию, але не мала достатньої довжини для того, щоб випадково задушити людину уві сні. Зверху ковпак часто прикрашався китичкою або помпоном.
Нічний ковпак також використовувався як головний убір для ув'язненого, караного через повішення, приховуючи його передсмертні муки: у в'язницях Тайберна і Ньюгейта кати надягали його на голову ув'язненим після молитви; для жінок замість нього призначався капелюх з вуаллю. Приблизно з 1850 року в багатьох англійських в'язницях він використовувався під час страт офіційно.
У сучасному світі нічний ковпак носять не так часто, однак цей предмет одягу іноді зустрічається в анімаційних та інших фільмах як частина загального костюма персонажів.